# فيديريكو سانتا ماريا
فيديريكو سانتا ماريا (بالإسبانية: Federico Santa María)‏ هو شخصية أعمال تشيلي، ولد في 15 أغسطس 1845 في فالبارايسو في تشيلي، وتوفي في 20 ديسمبر 1925 في باريس في فرنسا.